# Inštitut Kristusa Kralja najvišjega duhovnika
Inštitut Kristusa Kralja najvišjega duhovnika (latinsko Institutum Christi Regis Summi Sacerdotis, s kratico ICRSS), je združba duhovnikov Rimokatoliške cerkve, ki obhaja liturgijo v latinščini in skrbi za ohranitev in razširitev tradicionalnega obreda, tako v liturgiji kot tudi v glasbi in umetnosti.
Inštitut je družba apostolskega življenja, ki je v polnosti povezana s papežem. Od leta 2006 imajo svoje posebno korno oblačilo.  
Inštitut je bil ustanovljen leta 1990 v Griciglianu v Italiji, kjer trenutno stoji tudi njihovo glavno semenišče. Sama ideja Inštituta je nastala v Gabonu v Afriki, kjer še vedno stoji nekaj njihovih misijonov. Zaživeli pa so šele leta 2007, ko je papež Benedikt XVI. izdal apostolsko pismo Summorum Pontificum, s katerim je določil pogoje objajanja svetih maš po zadnji redakciji latinskega (tridentinskega) Rimskega misala, ki jo je izdal papež Janez XXIII. leta 1962.
Inštitut sta ustanovila Gilles Watch STD, ki je tudi generalni prior Inštituta, in Philippe Mora STD, ki služi kot rektor semenišča v Griciglianu.
Glavni zavetniki Inštituta so: Kraljevo dete Jezus, Brezmadežna Devica Marija, sveti Benedikt Nursijski, sveti Tomaž Akvinski in sveti Frančišek Saleški – na njihovih delih in razmišljanih temelji tudi naloga in poslanstvo samega Inštituta.
Inštitut je zelo razširjen po svetu, postojanke imajo v Griciglianu, več zveznih državah v Združenih držav Amerike, Afriki, na Irskem, v Franciji, Italiji, Nemčiji, Španiji, Japonski. Inštitut je posebej dejaven v izobraževanju, šole vodijo v francoskih mestih Montpellieru, Lillu in Versaillesu, v Belgiji (mednarodna katoliška šola v Bruslju) in Afriki.

## Voditelji Inštituta
- Mednarodno: Gilles Wach, STD, Philippe Mora, STD, mons. R. Michael Schmitz, STD, JCL
- Italija: Philippe Mora, STD, Paul Antoine Lefevre, Jason Apple, Christophe Fontaa, Federico Pozza
- ZDA: mons. R. Michael Schmitz, STD, JCL
- Francija:  Jean-Paul Trezieres, Amaury Montjean
- Nemško govoreče dežele: mons. R. Michael Schmitz, STD, JCL, Karl W. Lenhardt
- Španija: Raoul Olazabal
- Afriški misijoni: mons R. Michael Schmitz, STD, JCL

V Griciglianu v povezavi z ICRSS-om deluje tudi red Sester presvetega kraljevega Srca Jezusovega, ustanovljen leta 2004 v Firencah. Njihov način življenja temelji na benediktinski tradiciji.